# Тен Денис Юрійович
Дени́с Тен (каз. Денис Тен; 13 червня 1993, Алмати, Казахстан – 19 липня 2018, там же) — казахський фігурист, що виступав у чоловічому одиночному фігурному катанні. Олімпійський медаліст 2014 року, віце-чемпіон світу 2013 року, володар малої золотої медаль у довільному прокаті, чемпіон Азійських ігор. Чемпіон першості з фігурного катання Казахстану 2006 року, учасник Фіналу юніорського Гран-Прі сезону 2008/2009 років.
Денис Тен — перший казахстанський фігурист, що завоював медаль на змаганнях під егідою Міжнародного союзу ковзанярів, а са́ме — золото на етапі юніорського Гран-Прі з фігурного катання сезону 2008/2009 років в Білорусі. Срібний призер Чемпіонату світу 2013 року. Один з небагатьох фігуристів-чоловіків, що виконував обертання більманн.

## Біографія
Денис Тен народився в місті Алмати. За національністю - кореєць. Тен - нащадок відомого в Кореї генерала Мін Гин Хо часів Корейської імперії.
Починав займатися фігурним катанням в групі здоров'я. Крім фігурного катання Денис також займався іншими видами спорту, включаючи теніс, акробатику, тхеквондо, карате, плавання, ходив в школу танців і живопису.
Закінчив 5 класів в музичній школі по класу фортепіано і співав у хорі. У 2002 році колектив, в якому співав Денис, завоював срібну медаль на хоровий Олімпіаді в Пусані (Республіка Корея). Пізніше, постав вибір: музика або фігурне катання. Тен вибрав друге. У 2003 році на турнірі «Кришталевий коник» його помітила Олена Буянова (Водорезова) і запросила до Москви. У 2010 році переїхав до Лос-Анджелес до свого нового тренера Френку Керролу.
У травні 2014 року Тен закінчив Казахську академію спорту і туризму з червоним дипломом. Навчався в Бізнес-школі при Казахстансько-Британському технічному університеті, освоюючи ступінь MBA (магістра ділового адміністрування) за програмою «Нафта і газ».
Влітку 2015 року в пресі з'явилася інформація про нове захоплення Тена - фотографуванні. Він створив окрему сторінку в соціальних мережах, щоб ділитися творчими роботами. Серед моделей, які брали участь в його фотосесіях, можна помітити публічних особистостей, включаючи актрис Динару Бактибаеву, Айсулу Азімбаеву, Алію Телебарісову, волейболістку Сабіну Алтинбекову, боксера Серика Сапієв і багатьох інших.
У Тена є фан-клуби в Казахстані, Кореї та Японії. Восени 2015 року прем'єр-міністр Японії Сіндзо Абе під час офіційного візиту в Казахстан в одній з промов назвав Дениса Тена символом дружби Японії і Казахстану.
19 липня 2018 року Денис Тен застав двох злочинців при крадіжці дзеркал з його авто. В результаті бійки фігурист дістав глибоку ножову рану в ногу, що викликало сильну кровотечу. Денис Тен у стані клінічної смерті був доставлений в лікарню, де і помер через дві години.

## Кар'єра

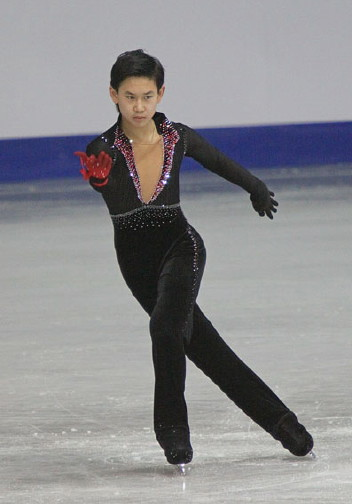
Денис Тен на Чемпіонаті світу з фігурного катання 2009 року.

У 2006 році Денис Тен виграв національну першість Казахстану з фігурного катання в 12-річному віці, змагаючись із дорослішими конкурентами. Однак виступати на міжнародному рівні спортсмен розпочав лише в наступному сезоні (2006/2007) через вікові обмеження, встановлення ІСУ (13-річний вік учасників як найменший можливий). На етапі юніорського Гран-прі в Нідерландах у цьому сезоні показав 10-й результат. Потому став срібним призером Чемпіонату Казахстану з фігурного катання, а після цього узяв участь у Чемпіонаті світу з фігурного катання серед юніорів, де не зміг відібратися для виконання довільної програми, залишившись зрештою на 26-му місці. Крім того, в тому ж сезоні Денис виграв декілька менш престижних міжнародних змагань (турніри «Haabersti Cup» і «Dragon Trophy»).
У наступному сезоні, 2007/2008, Денис змагався вже на двох етапах юніорського Гран-прі: в Естонії та Румунії, де став 10-м і 6-м, відповідно. На Чемпіонаті світу з фігурного катання серед юніорів 2008 року фінішував 16-м.
В сезоні 2008/2009 Тен виграв етап юніорського Гран-прі в Білорусі, після чого став 4-м у Франції, відібравшись, таким чином, у Фінал Гран-прі з фігурного катання 2008/2009, де посів 5-е місце. В Чемпіонаті Казахстану з фігурного катання Денис не взяв участі, натомість виступив на IV етапі Кубка Росії—2008 в Москві, де переміг, обігравши найближчого переслідувача росіянина Володимира Успенського на 17 балів. У цьому ж сезоні Денис дебютував на Чемпіонаті Чотирьох континентів з фігурного катання 2009 року, посівши там 9-у позицію. На Чемпіонаті світу з фігурного катання серед юніорів 2009 року Денису Тену не вистачило менше бала, щоб зійти на подіум, і він посів 4-е місце.
Наприкінці березня 2009 року на дебютній у своїй спортивній кар'єрі Світовій першості з фігурного катання 2009 року в Лос-Анджелесі Денис Тен, блискуче відкатавши довільну програму (6-й результат, причому 3-й за оцінкою виконання технічних елементів), сенсаційно ввійшов до 10-ки найсильніших фігуристів-одиночників планети — 8-а позиція, таким чином не лише здобувши 2 ліцензії для фігуристів-чоловіків Казахстану на наступний ЧС-2010 з фігурного катання, а й на XXI Зимову Олімпіаду (Ванкувер, Канада, 2010).
У сезоні 2009/2010 Денис Тен уперше взяв участь у 2 етапах серії Гран-Прі — на «Skate Canada International»—2009 був 7-м, а на «Cup of China»—2009 — 10-м. Потому замкнув чільну 10-ку на Чемпіонаті Чотирьох Континентів з фігурного катання 2010 року. На головному старті сезону — на олімпійському турнірі одиночників (Ванкуверська Олімпіада—2010) теж замикав 10-ку після виконання короткої програми, але не до кінця вдалий прокат довільної (14-й результат) вивів його на остаточне, дуже високе як для олімпійського дебютанта, 11-е місце.

### Загибель
19 липня 2018 року Денис Тен застав під час злочину викрадачів, які намагалися поцупити дзеркала з його машини. Коли він наздогнав злодіїв, вони завдали йому ножове поранення в стегно. Спортсмен втратив три літри крові. Він був доправлений до однієї з лікарень Алмати у важкому стані. Лікарі зробили операцію, але врятувати спортсмена не вдалося.

## Спортивні досягнення
| Змагання/Сезон                                      | 2004/2005 | 2005/2006 | 2006/2007 | 2007/2008 | 2008/2009 | 2009/2010 |
| --------------------------------------------------- | --------- | --------- | --------- | --------- | --------- | --------- |
| Зимові Олімпійські ігри                             |           |           |           |           |           | 11        |
| Чемпіонати світу з фігурного катання                |           |           |           |           | 8         |           |
| Чемпіонати Чотирьох континентів з фігурного катання |           |           |           |           | 9         | 10        |
| Чемпіонати світу з фігурного катання серед юніорів  |           |           | 26        | 16        | 4         |           |
| Чемпіонати Казахстану з фігурного катання           | 4         | 1         | 2         |           |           |           |
| Етапи Гран-прі: «Skate Canada International»        |           |           |           |           |           | 7         |
| Етапи Гран-прі: «Cup of China»                      |           |           |           |           |           | 10        |
| Турніри: «Золотий ковзан Загреба»                   |           |           |           |           |           | 1         |
| Меморіали Ондрея Непела                             |           |           |           |           | WD        |           |
| Фінали юніорського Гран-прі                         |           |           |           |           | 5         |           |
| Етапи юніорського Гран-прі, Білорусь                |           |           |           |           | 1         |           |
| Етапи юніорського Гран-прі, Франція                 |           |           |           |           | 4         |           |
| Етапи юніорського Гран-прі, Естонія                 |           |           |           | 10        |           |           |
| Етапи юніорського Гран-прі, Румунія                 |           |           |           | 6         |           |           |
| Етапи юніорського Гран-прі, Нідерланди              |           |           | 10        |           |           |           |
| Турніри «Hellmut Seibt Memorial»                    |           |           |           | 1J.       |           |           |
| Турніри «NRW Trophy»                                |           |           |           | 1J.       |           | 4         |
| Турніри «Haabersti Cup»                             |           |           | 1J.       |           |           |           |
| Турніри «Dragon Trophy»                             |           |           | 1J.       |           |           |           |
| Турніри «Coupe Internationale Nice»                 |           |           | 1N.       |           |           |           |

- N = дитячий рівень; J = юніорський рівень; WD = знявся зі змагань

## Виноски
1. 1 2  NUR.KZ (19 липня 2018). Денис Тен: вспоминаем, каким был казахстанский король льда. NUR.KZ - Свежие новости Казахстана. (рос.). Процитовано 20 липня 2018.
2. ↑  NUR.KZ (19 липня 2018). Денис Тен умер: врачи прокомментировали смерть спортсмена. NUR.KZ - Свежие новости Казахстана. (рос.). Процитовано 20 липня 2018.
3. ↑  Результаты Кубка России — 2008, IV этап, Москва[недоступне посилання](рос.)[недоступне посилання з травня 2019]
4. ↑  В Алмати від ножового поранення помер медаліст Олімпіади-2014. ТСН. 19.07.2018. Архів оригіналу за 19 липня 2018. Процитовано 19.07.2018.
5. ↑  Призера Олімпіади-2014 порізали через дзеркала на машині, він помер у лікарні. 112 Україна. 19.07.2018. Процитовано 19.07.2018.